# Tocnia
Tocnia (en griego, Θωκνία) es el nombre de un pueblo de Grecia situado en el municipio de Megalópolis, en Arcadia. En 1991 contaba con 110 habitantes, y en 2011 tenía 36.

## Mitología e historia
En la Antigüedad existía una antigua ciudad ubicada en el mismo lugar.
Según la mitología griega, la ciudad fue fundada por Tocno, hijo de Licaón.
Pausanias dice que fue una de las poblaciones pertenecientes al territorio de Parrasia que se unieron para poblar Megalópolis.
Pausanias añade que estaba en una colina cerca de Basilis, próxima al río Aminio, afluente del Helisonte y que en su tiempo se encontraba abandonada.
En las excavaciones llevadas a cabo en 1907 se identificó Tocnia con el lugar denominado Vromosella, que luego recibió el nombre de Tocnia, en cuyas cercanías se halló cerámica y otros objetos de los periodos clásico y helenístico.
En el pueblo es destacable la iglesia de Agios Dimitrios, del siglo XVII.